# Thyriochlorota pilosula
Thyriochlorota pilosula är en skalbaggsart som beskrevs av Waterhouse 1881. Thyriochlorota pilosula ingår i släktet Thyriochlorota och familjen Rutelidae. Inga underarter finns listade i Catalogue of Life.